# Жибуртович, Юрий Николаевич
Юрий Николаевич Жибуртович (5 мая 1921, Самара, РСФСР — 5 января 1950, Кольцово, Свердловск, РСФСР, СССР) — советский хоккеист, нападающий.

## Биография
Второй по старшенству из четырёх братьев Жибуртовичей, трое из которых играли в хоккей. Отец, Николай Арсентьевич — участник Первой мировой войны, трёхкратный кавалер Георгиевского креста, затем — бухгалтер.
В возрасте 14 лет вошёл в состав юношеской команды «Спартак» по хоккею с мячом, в том же году в эту же команду попал и его десятилетний брат Павел. С 1938 года — во взрослой команде и играл вплоть до 1939 года.
В 1939 году поступил одновременно в команды ПВО и ЦДКА и играл вплоть до 1942 года. В 1943—1945 годах играл в составе МАИ.
С 1945 года играл в команде ВВС, а в 1946 году дебютировал в чемпионате по хоккею с шайбой. В 1945 году стал финалистом Кубка СССР по хоккею с мячом, а в 1949 году стал вторым призёром чемпионата СССР по хоккею с шайбой. Провёл 50 матчей и забил 25 шайб в ворота.
Играл в составе сборной Москвы по хоккею с шайбой.
Отличался быстротой и стремительностью, в результате чего ориентировался в сложных игровых ситуациях и наносил всегда хлёсткие точные броски по воротам.
Погиб 7 января 1950 года в Свердловске в результате авиакатастрофы вместе со всей хоккейной командой ВВС. Похоронен на Кольцовском кладбище.

## Личная жизнь
Брат Лев (1927—) играл в хоккей за «Труд» Куйбышев и «Спартак» Москва. Брат Павел (1925—2006) — заслуженный мастер спорта СССР по хоккею. Самый старший брат Николай (1919—2001) — известный в Самаре архитектор. Упоминается сын Сергей (род. 1955).